# Palazzo Cenci

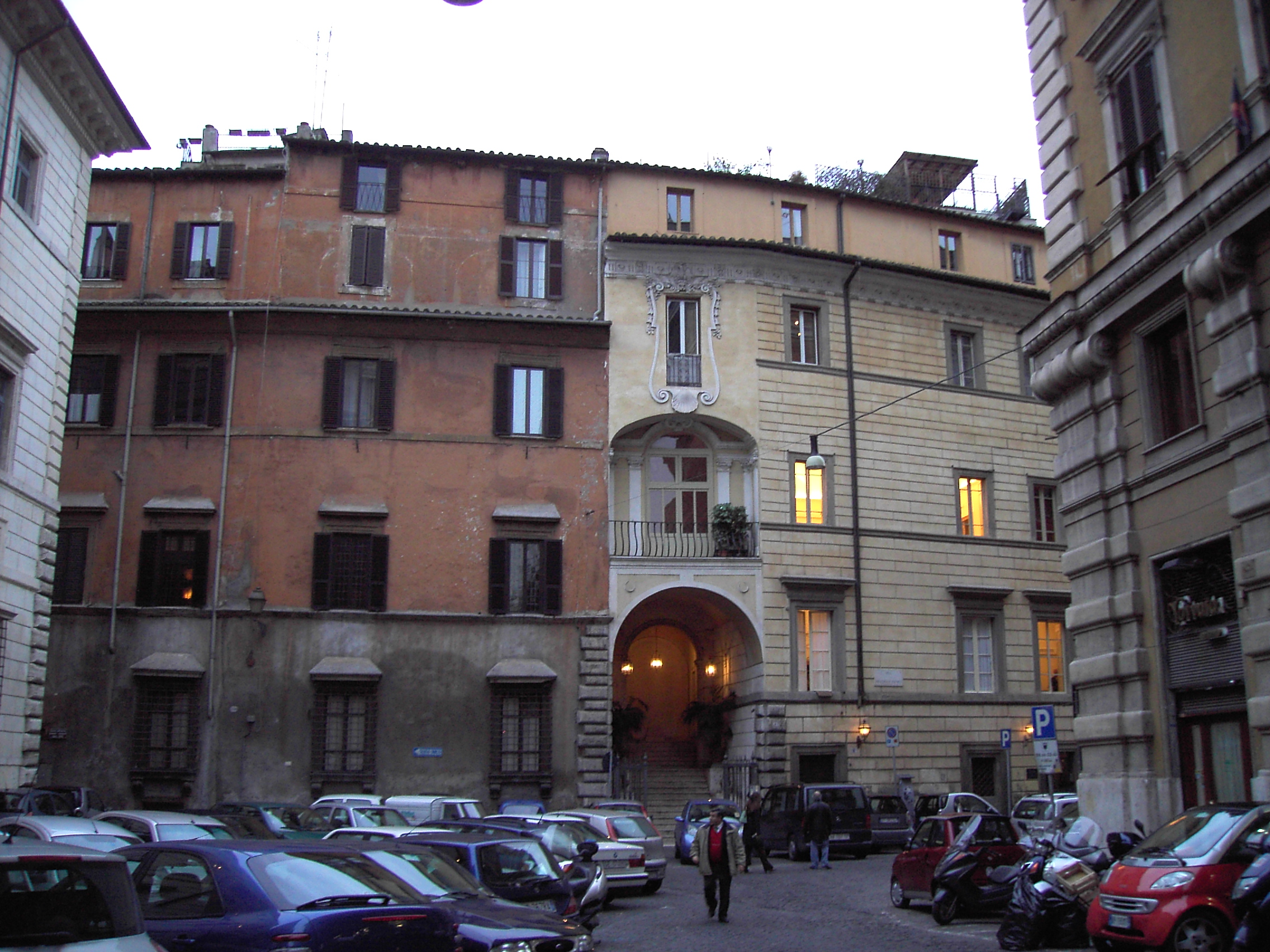
Vista do palácio na Piazza dei Cenci, com destaque para a bela lógia do século XVIII.

Palazzo Cenci é um complexo de palácios localizado no rione Regola de Roma, num local conhecido como Monte Cenci, construído sobre as ruínas do antigo Teatro de Balbo, no Circo Flamínio, e delimitado pela Piazza delle Cinque Scòle, Via di Santa Maria de' Calderari, Via dell'Arco de' Cenci, Piazza Cenci, Via Beatrice Cenci e a Via Monte de' Cenci. 

## História
Na região do Monte Cenci, os primeiros Crescenzi, cujo nome derivou para Cenci, construíram suas primeiras fortalezas. Estes edifícios foram construídos ao longo de séculos, provavelmente como resultado de conflitos medievais e, no século XIV, os Cenci são atestados no local como proprietários de um balneu e de uma torre fortificada. O palácio em si assumiu sua configuração atual entre 1570 e 1585, quando se transformou numa espécie de castelo dominando a planície à volta e abrigando residências, igrejas, arcos, muros e a torre (demolida em 1888). Em 1575, uma antiga igreja que existia no local foi transformada na capela da família, San Tommaso dei Cenci.
Os Cenci acumularam sua riqueza através do comércio e da atividade bancária e, graças a conexões com os papas e posições na Cúria, eles também adquiriram propriedades fora da cidade e títulos de nobreza. No final do século XVI, a família era constituída por quatro ramos com mais de 200 membros ocupando os vários edifícios da família no Monte Cenci.

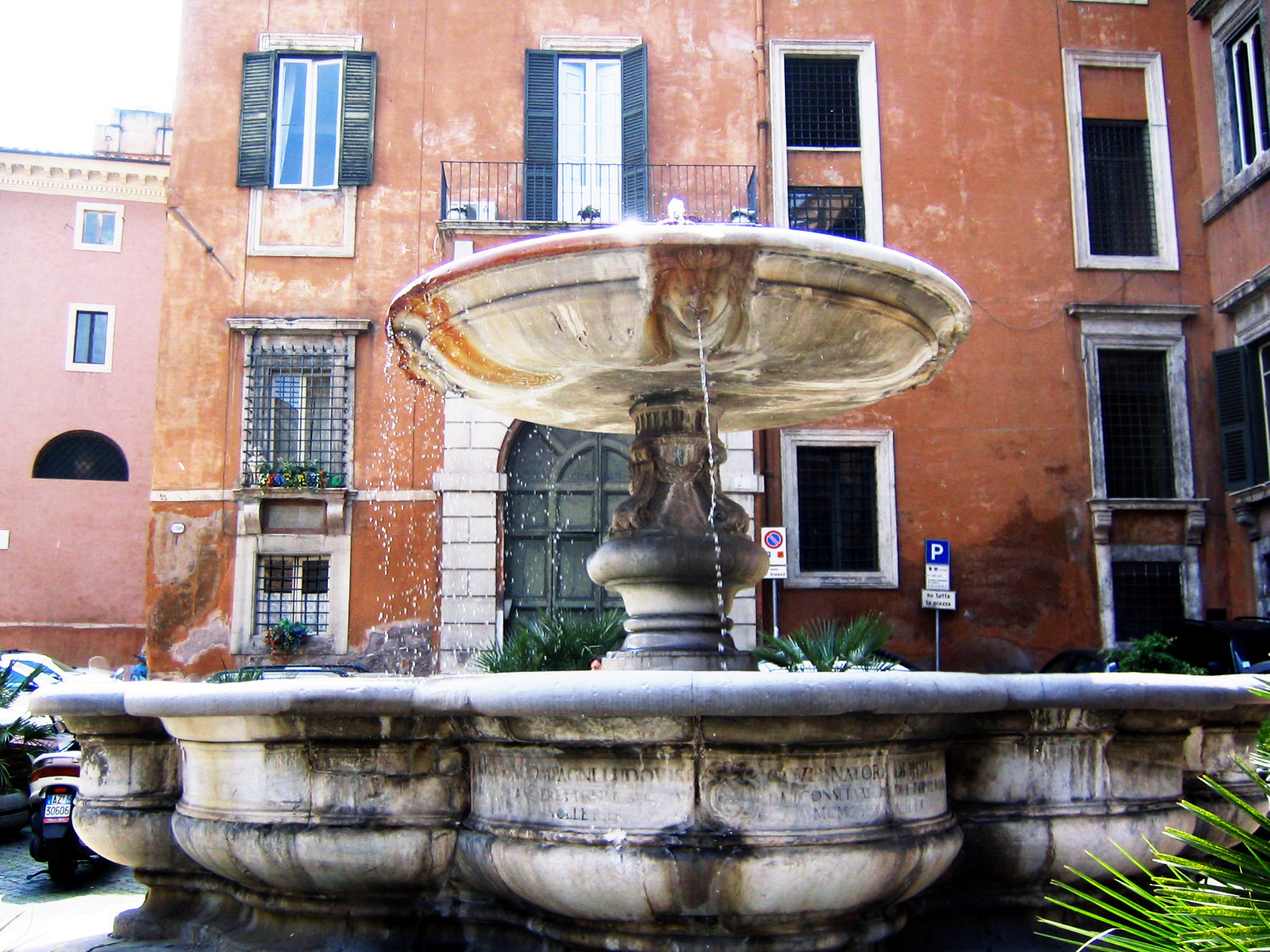
A famosa Fontana del Pianto com o Palazzo Cenci no fundo. Atualmente na Piazza delle Cinque Scòle, esta fonte ficava antigamente no centro da Piazza Giuda, o coração do Gueto de Roma.

Apesar de a fachada principal do palácio ser a que está de frente para a Via Monte de' Cenci, é a posterior que é sempre considerada a sua fachada mais importante e característica, provavelmente por causa da lenda conta que Beatriz Cenci teria morado ali, no mais antigo de dois edifícios geminados, cuja entrada é um arco com uma escada encimado por uma graciosa lógia ornada com pilastras com capitéis jônicos e conchas além de uma janela emoldurada em estuque do século XVIII. Neste ponto, coroa o terceiro piso um fresco com as meia-luas dos Cenci e as águias dos Lante, uma lembrança do casamento de Ludovico Cenci com Laura Lante em 1575. No interior há uma elegante escada espiral. O edifício mais novo foi construído por Ferdinando Fuga em 1737 para o conde Alessandro Petroni, proprietário do vizinho Palazzo Petroni, de frente para a Igreja de Jesus, e depois vendido para os Cenci. 

No segundo edifício, geminado ao primeiro, revestido de gesso simples e ao lado do chamado Arco dei Cenci, está um segundo portal rusticado com volutas acima e uma placa na parede informa que a estrutura data do século XVI. O arco liga este edifício ao um outro conhecido como Palazzetto Cenci, projetado por Martino Longhi, o Velho, na metade do século XVI. O palazzetto apresenta uma fachada distinta em cantaria lisa com as cantoneiras em silhares rusticados. É de se notar o portal, flanqueado por janelas emolduradas com arquitraves numa cornija marcapiano.

### Lenda de Beatriz Cenci

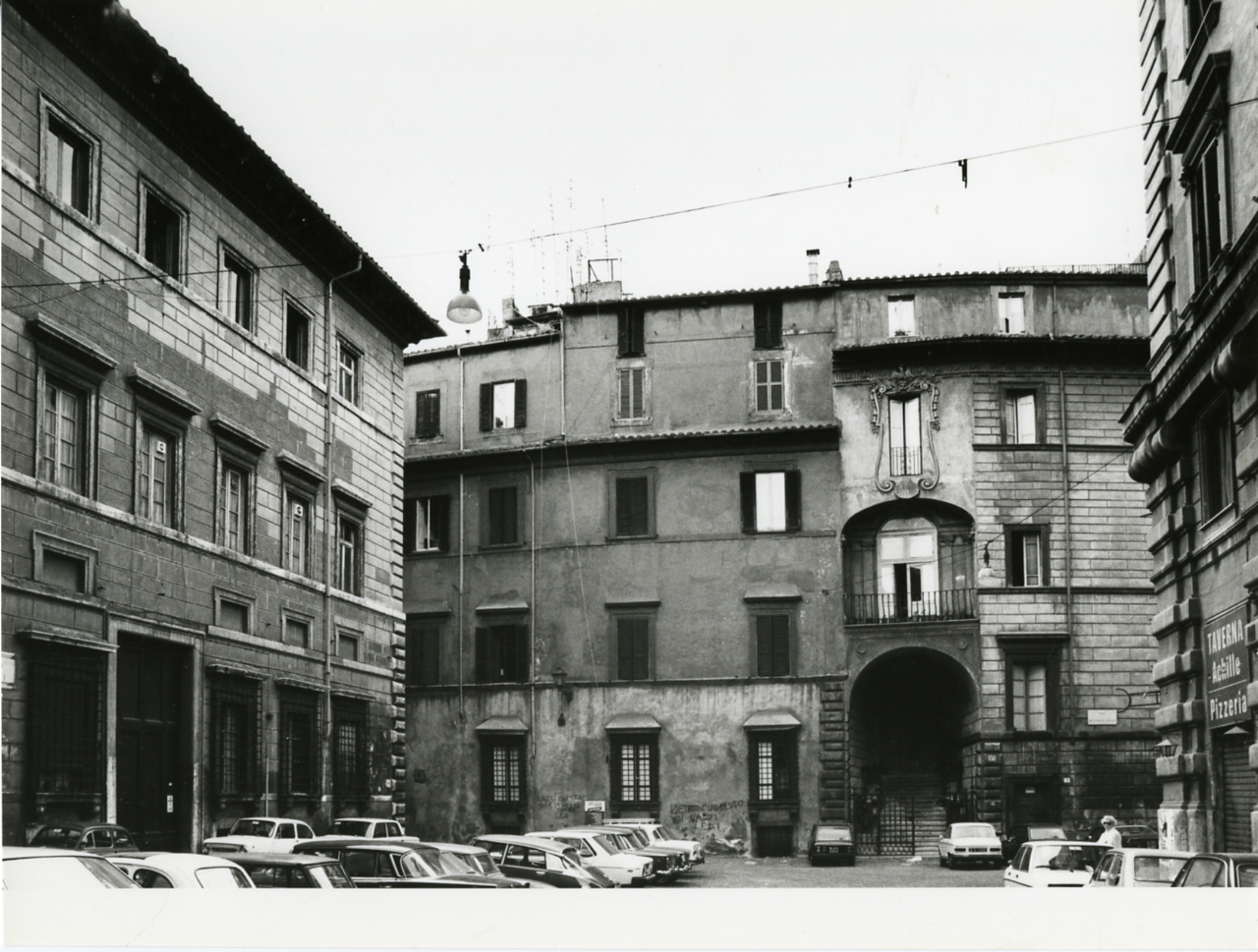
Imagem mais antiga na Piazza dei Cenci mostrando, à esquerda, o Palazzetto Cenci.

Não se pode falar do Palazzo Cenci e nem da família Cenci sem fazer referência ao drama que chocou toda a cidade. A jovem Beatriz Cenci, com apenas dezesseis anos, foi acusada, juntamente com sua mãe, Lucrécia, e seus irmãos, Giacomo e Bernardo, de ter assassinado seu pai, Francesco Cenci, uma pessoa maligna, violenta e, segundo a tradição, de inclinações incestuosas. A tragédia se desenrolou no castelo de propriedade dos Cenci em Petrella Salto, na província de Rieti: Francesco foi repetidamente golpeado na cabeça e depois atirado de uma janela para simular um acidente. A polícia pontifícia, porém, não acreditou e formalizou uma acusação contra a mãe e os três filhos. O processo todo foi uma farsa: as circunstâncias atenuantes foram ignoradas e os empregados de Francesco testemunharam que ele era um homem com ares de santidade. A população romana reclamou demais e o papa Clemente VIII Aldobrandini aproveitou a oportunidade. Em 11 de setembro de 1599, foram condenados à morte três dos acusados (Bernardo, o mais jovem e completamente inocente, foi atirado no Cárcere Mamertino e esquecido lá): Giacomo foi esquartejado e Lucrécia e Beatriz foram decapitadas na Piazza di Ponte Sant'Angelo, onde existia uma capela utilizada para os ritos finais da família. A lenda conta que, quando a notícia da execução chegou ao papa, ele teria dito: "Justiça foi feita!". Logo depois ele assinou um ato de cessão da riqueza dos Cenci ao seu sobrinho Ascânio Aldobrandini. Os restos de Beatriz foram colocados sob o altar-mor de San Pietro in Montorio e ali ficaram até 1789, quando os soldados franceses de Napoleão profanaram a tumba, utilizando seu crânio como bola. Segundo a tradição popular, o fantasma de Beatriz vaga pela região do Palazzo Cenci quando retorna para visitar seu antigo quarto. Na noite de 11 de setembro, aniversário de sua decapitação, ela pode ser vista passando pela Ponte Sant'Angelo com a cabeça sob os braços. . Um suposto retrato de Beatriz, pintado por Guido Reni, inspirou muitos artistas e poetas posteriores, incluindo Stendhal, Shelley e Dickens.

### História posterior
Anos mais tarde, o último dos Cenci processou o papado e, em 1699, cem anos depois da morte de Beatriz, a família conseguiu recuperar grande parte de suas posses. A partir de 15 de junho de 1802, o rei Carlos Emanuel IV da Sardenha (futuro rei Carlos IV) utilizou o palácio como sua residência em Roma e lá permaneceu até 1815, quando se mudou para o noviciado jesuíta em Sant'Andrea al Quirinale.